# Velje Polje
Velje Polje (szerbül: Веље поље), település Szerbiában, a Raškai körzet Tutini községében.

## Népesség
- 1948-ban 225 lakosa volt.
- 1953-ban 247 lakosa volt.
- 1961-ben 189 lakosa volt.
- 1971-ben 134 lakosa volt.
- 1981-ben 164 lakosa volt.
- 1991-ben 216 lakosa volt.
- 2002-ben 251 lakosa volt, akik közül 245 bosnyák (97,6%), 5 szerb (1,99%) és 1 muzulmán.